# Hrabstwo Portugalii

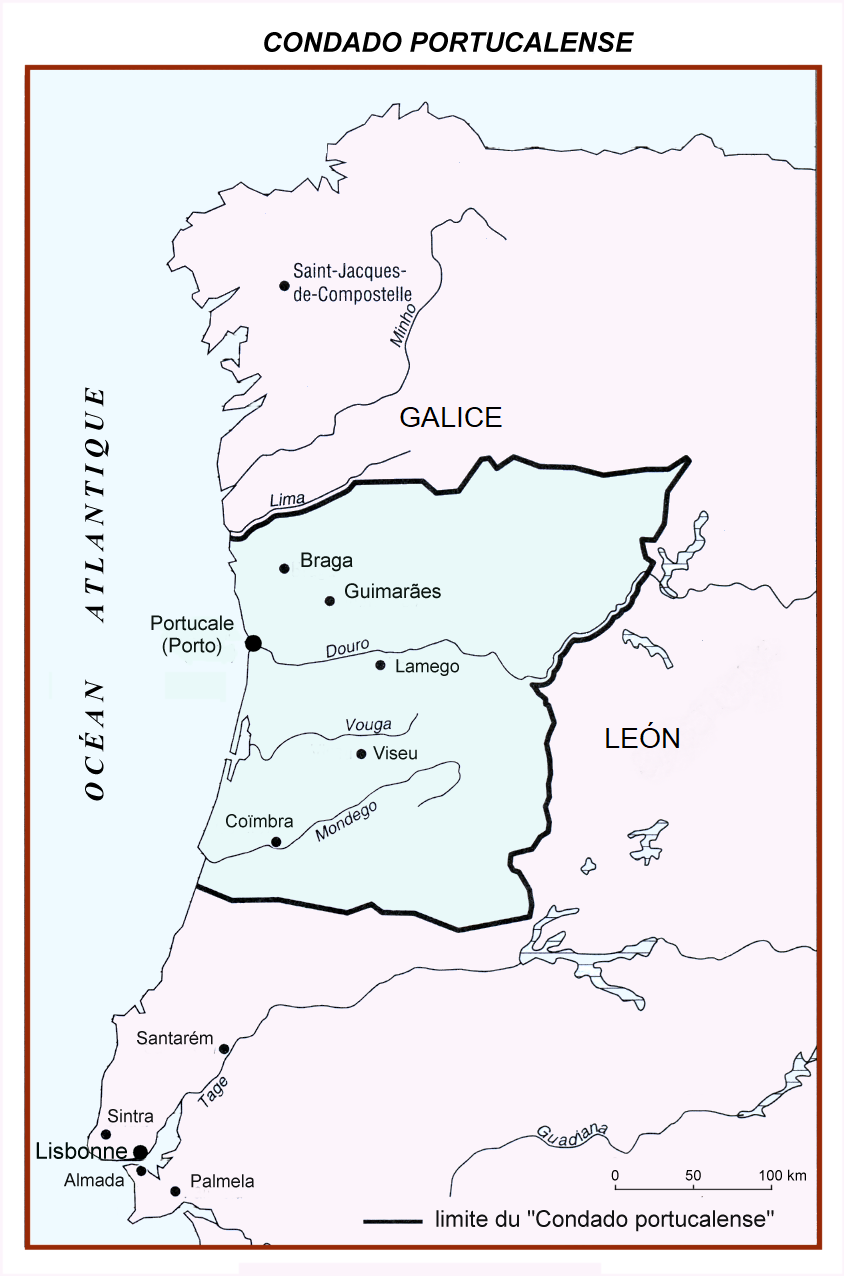
Hrabstwo Portugalii

Hrabstwo Portugalii (port. Condado Portucalense oraz Condado de Portucale) – państwo feudalne istniejące na Półwyspie Iberyjskim w latach 868–1071 i 1093–1139.
Według tradycji zostało ustanowione przez Vímarę Peresa po zdobyciu na muzułmanach Porto w 868 roku.
W 1071 roku, po śmierci Nuno II zostało włączone do Królestwa Galicji, gdzie posiadało jednak autonomię. W latach 1071–1093 nominalnym władcą był Garcia II, syn Ferdynanda I Wielkiego, władcy Kastylii i Leónu. Garcia II nosił tytuł Rex Portugalliae et Galleciae, jednak nie sprawował faktycznej władzy, która od roku 1072 pozostawała w rękach jego brata Alfonsa VI, króla Kastylii i Galicji.
W 1093 roku hrabstwo zostało przez Alfonsa VI zaoferowane zięciowi, Henrykowi Burgundzkiemu, który ofiarował mu wsparcie w czasie walk rekonkwisty. W 1099 roku Henryk ogłosił się władcą niezależnym od Alfonsa VI, zaś syn Henryka, Alfons I Zdobywca, w 1139 roku przekształcił swoje władztwo w Królestwo Portugalii.